# Mohamed Manji
Mohamed Manji (* 20. Juli 1951) ist ein ehemaliger tansanischer Hockeyspieler.
Manji nahm mit der Tansanischen Hockeynationalmannschaft an den Olympischen Spielen 1980 in Moskau teil. Die Mannschaft verlor alle Spiele und belegte den sechsten und letzten Rang.